# Doratopteryx xanthomelas
Doratopteryx xanthomelas is een vlinder uit de familie Himantopteridae. De wetenschappelijke naam van deze soort is voor het eerst geldig gepubliceerd in 1903 door Rothschild & Jordan.
De soort komt voor in tropisch Afrika.